# As-Suwar
As-Suwar (arab. الصور) – miasto w Syrii, w muhafazie Dajr az-Zaur. W 2004 roku liczyło 5297 mieszkańców.